# Перша римсько-карфагенська угода
Перша римсько-карфагенська угода — перший договір, укладений між Римською республікою і Карфагеном, що був укладений у 509/508 до н. е. і ознаменував початок дипломатичних відносин між цими державами.
Єдиним джерелом про цей договір є твір «Загальна історія» давньогрецького історика Полібія, тому ряд дослідників XIX—XX ст. висловлюють сумніви щодо часу підписання угоди.
Полібій зазначає, що договір був укладений за перших консулів республіки Луція Юнія Брута та Марка Горація і був ініційована Карфагеном. Також історик відмічає, що оригінальний текст був написаний настільки архаїчною латиною, що навіть найрозумнішим і найдосвідченішим людям його часу непросто було пояснити тези угоди.

## Передумови
Підписання угоди йшло на тлі важкої війни новоутвореної Римської республіки з коаліцією етруських міст-держав, які підтримували поваленого римського царя Тарквінія Гордого. Окрім того, проти римлян повстали деякі латинські міста, що перед цим визнали свою залежність від Риму. В таких умовах Рим прагнув забезпечити собі постачання, яким, здебільшого, займалися грецькі та, особливо, етруські купці з міста Цере, які вели торгівлю через порт Піргі. Поступово Рим налагоджував дедалі тісніші зв'язки з Цере (про що свідчить той факт, що під час галльської навали 390 року до н. е. багато римлян знайшли притулок у цьому місті) З іншого боку, Рим шукав підтримки карфагенян, які вже торгували в Цере, про що свідчать знахідки в Піргах вотивних(?) табличок, написаних етруською та фінікійською мовами.
У цей час Карфаген намагався стримувати грецьких колоністів, що ринули з Еллади в Західне Середземномор'я. Уздовж усього узбережжя південної Італії та східної частини Сицилії засновувалися нові грецькі міста, які обмежували торгівлю пунійців з місцевим населенням. Одночасно Карфаген розпочав свою експансію до Іспанії. У 510 р. до н. е. пунійці також воювали у західній Сицилії проти спартанських переселенців.

## Опис засад
Угода починалася з декларації:
|  | Нехай буде дружба між римлянами з союзниками та карфагенянами з союзниками на наступних умовах... |

і містила пункт про вільну торгівлю представників обох держав на Сицилії та ряд обмежень щодо торгівлі Риму на інших територіях на південь від Прекрасного мису та обмеження військової присутності Карфагену в Лаціумі.

### Обмеження Риму
Рим та його союзники зобов'язалися не виходити за межі Прекрасного мису (ймовірно, сучасний мис Аполлініс, поблизу тодішнього Карфагена), окрім як через шторм або під тиском ворогів; у будь-якому випадку вони могли купувати лише те, що було необхідне для термінової відбудови судна або для участі у священних церемоніях (жертвоприношеннях), і в будь-якому випадку повинні були покинути це місце протягом п'яти днів. Торговці могли діяти у Сардинії та в Африці лише під наглядом урядовців. Однак римляни мали такі ж права на карфагенській Сицилії, як і карфагеняни.
Зазначається, що Карфаген вважає Сардинію та Африку своїми територіями, тоді як для Сицилії договір, звісно, регулює лише не керовану греками територію.

### Обмеження Карфагену
Карфаген та його союзники зобов'язалися не завдавати шкоди населенню «підвладного римлянам» Лаціуму, а також незалежним містам латинян. У разі завоювання Карфаген повернув би їх Риму неушкодженими. Карфагеняни не могли будувати фортеці в Лаціумі, а якщо вони все ж проникали туди, то не могли там ночувати. Де-факто, у випадку, якщо Карфаген захопить латинське місто, не підвладне Риму, він може залишити собі статки та полонених, але повинен буде передати місто римлянам (пункт, який Піганьоль приписує Антіуму і Цирцеї).

## Аналіз
У тексті договору привертає увагу пункт про те, що Рим розглядає лише Лаціум як свою територію і немає жодної згадки про Кампанію чи Етрурію.
Дослідники вважають, що текст договору, про який повідомляє Полібій, фактично свідчить про перевагу Карфагена, що підтверджують торгівельні обмеження, що накладалися судноплавство та комерцію Риму. Окрім того, схоже, що з боку Риму угода має оборонний характер стосовно карфагенських ініціатив у Лаціумі. Тобто, договір має яскраво виражену неповноцінність римсько-латинської сторони у порівнянні з карфагенською.

## Наслідки. Римсько-карфагенські відносини у кін. VI— сер. IIIст. до н.е
Дві держави на цьому етапі своєї експансії розмежували зони впливу один одного, а ще Рим визнав комерційне панування Карфагена у Західному Середземномор'ї. Протягом століть ці держави діяли пліч-о-пліч і, часом, навіть виступали союзниками, оскільки їхні економічні інтереси та напрямки експансії довгий час не зачіпали одне одного:
- Рим намагався здобути гегемонію на Апеннінському півострові і був зайнятий протистоянням з народами-сусідами, як-от сабіни, етруски, галли і греки, і не орієнтувався на море[14];

- Інтереси Карфагена зіштовхувалися з інтересами греків Кірени, Массілії та Сиракуз на Сицилії, але не торкалися Апеннінського півострова.

Велика кількість угод, що була укладена протягом мирного періоду співіснування цих держав, сприяла теплим відносинам між країнами.

## Суперечки щодо існування та проблеми датування
Договір 509/508 року до н. е. викликав ряд дискусій, як серед античних авторів, так і серед істориків XIX—XX ст.
Всього відомо про вісім римсько-карфагенських договорів. Тіт Лівій, ніколи не згадував про перший договір, але називає укладену угоду в 306 до н. е. третьою, що була підписана між двома державами. Отже, можна зробити висновок, що він знав про договір, який був укладений раніше, ніж у 348 році до н. е., що, в свою чергу, є другим за хронологією.
Діодор Сицилійський, з іншого боку, стверджує, що перший договір між Римом і Карфагеном був укладений не раніше 348 року до н. е..
Серед дослідників, до групи тих, хто не вірить, що договір укладений у 509 р. до н. е., належить Теодор Моммзен, який вважав цю дату, визначену Полібієм, надто ранньою, а також
Андре Піганьоль, який стверджував, що Полібій взяв з римських архівів текст трьох договорів, укладених між Римом і Карфагеном, і відносить найдавніший з них до часів перших римських консулів. При чому, сам Піганьоль відкидав цю дату і підозрював, що Полібій змінив порядок текстів.
Натомість Массімо Паллоттіно (історик др. пол. ХХ ст.) стверджує, що «автентичність архаїчної хронології цього договору, яка вже ставилася під сумнів, тепер не викликає сумнівів у переважної більшості вчених». А Герберт Вармінгтон додає, що цей перший договір, ймовірно, був подібний до інших відомих договорів, укладених між карфагенянами та містами Етрурії, серед яких був і Рим, в якому правив етруський цар Тарквіній..

### Використана література
- Говард Х. Скаллард, Storia del mondo romano. Dalla fondazione di Roma alla distruzione di Cartagine, т. I, Мілан, BUR, 1992, ISBN  88-17-11574-6
- Андре Піганьоль, La conquête romaine, Мілан,1989
- Москаті С., Italia punica, Мілан, Русконі, 1986, ISBN 88-18-12032-8.
- Тореллі М., L'incontro con gli Etruschi, in Giovanni Pugliese Carratelli (a cura di), I Greci in Occidente, Бомпіані, 1996, ISBN 88-45-22821-5.
- Тореллі М., Storia degli Etruschi, Roma & Bari, Economia Laterza, 1997, ISBN 88-42-05222-1.
- Моммзен Т., Storia di Roma antica, том. 3, Мілан, 1977.
- Бріцці Дж., Storia di Roma. 1. Dalle origini ad Azio, Болонья, 1997, ISBN 978-88-555-2419-3.
- Вамінгтон Браян Г., Storia di Cartagine, Мілан, Il Giornale (Історична бібліотека) - видавець Ейнауді, 1968
- Гарбіні Дж., I Fenici nel Mediterraneo occidentale fino al V secolo a.C., in Giovanni Pugliese Carratelli (a cura di), I Greci in Occidente, Бомпіані, 1996, ISBN 88-45-22821-5.
- Паллоттіно М., Origini e storia primitiva di Roma, Мілан, Русконі, 1993, ISBN 88-18-88033-0.
- Цуффа М., Scritti di archeologia, L'Erma di Bretschneider, 1982, ISBN 88-7062-524-9.

### Рекомендована література
- A Forgotten Treaty between Rome and Carthage, M. Cary, Cambrige University Press, 2012